# Tíjola
Tíjola é um município da Espanha, na província de Almería, comunidade autónoma da Andaluzia. Tem 70 km² de área e em 2021 tinha 3 528 habitantes (densidade: 50,4 hab./km²). Pertence à comarca de Valle del Almanzora, e limita com os municípios de Cúllar, Lúcar, Serón, Bayarque, Armuña de Almanzora e Suflí.